# Luis María Linde
Luis María Linde de Castro (Madrid, 15 de mayo de 1945) es un economista del Estado español. Ocupó el cargo de gobernador del Banco de España entre 2012 y 2018, siendo sucedido por Pablo Hernández de Cos.

## Biografía
Se licenció en Ciencias Económicas por la Universidad Complutense de Madrid y con 24 años consiguió un puesto de funcionario del Cuerpo Superior de Técnicos Comerciales y Economistas del Estado como número uno de su promoción.
Entre 1971 y 1973 fue jefe de la Oficina de Balanza de Pagos en el Ministerio de Comercio. Fue consejero comercial de la embajada de España en la URSS entre 1974 y 1978 y secretario general técnico del Ministerio de Economía entre 1978 y 1982. En 1983 fue nombrado subdirector general y jefe de Operaciones Exteriores del Banco de España y, en 1987, director general del Departamento Extranjero. En 1989 fue una de las pocas personas en conocer cuándo exactamente la peseta iba a pasar a formar parte del Sistema Monetario Europeo, operación delicada en tanto en cuanto cualquier filtración a los mercados o a la prensa podrían malbaratar la estrategia diseñada. En 1996 en su publicación Los mercados de divisas: virtualidad del SME y posibilidades de la moneda única europea consideraba que «la implantación de la moneda única [euro] plantea problemas técnicos, legales y políticos, y no es completamente seguro que finalmente se lleve a cabo en la forma prevista en el Tratado de Maastricht». Entre 2005 y 2008 fue director ejecutivo por España en el Banco Interamericano de Desarrollo.
El 25 de mayo de 2012 sustituyó a Vicente Salas como consejero del Banco de España; unos días después, el 7 de junio, fue nombrado Gobernador del Banco de España tras la dimisión de Miguel Ángel Fernández Ordóñez. Finalmente, tomó posesión de su cargo el 11 de junio. Se barajaban como posibles candidatos José Manuel González-Páramo o Fernando Becker.
Debido a que Linde cumplía 70 años a mitad de su mandato en mayo de 2015 y la Ley de Autonomía del Banco de España fijaba como causa de cese el cumplimiento de setenta años de edad, el Gobierno decidió suprimir ese apartado y aprovechó para eliminar la necesidad de que el mandato de gobernador y subgobernador fuera simultáneo por lo que ya el cese del gobernador no necesariamente implicará el del subgobernador.

## Obras
- Linde, Luis M. (2005). Don Pedro Girón, Duque de Osuna. La hegemonía española en Europa a comienzos del siglo XVII. Encuentro.
- Linde, Luis M. (noviembre de 2011). «Animal grotesco, pero feroz». Revista de libros (Fundación Caja Madrid) (179): 24-28. [10]

## Reconocimientos
- Encomienda al Mérito Civil (1978)[11]

| Predecesor: Miguel Ángel Fernández Ordóñez | Gobernador del Banco de España junio 2012-junio 2018 | Sucesor: Pablo Hernández de Cos |